# Az Őrangyal epizódjainak listája
Ez a cikk az Őrangyal című sorozat epizódjait listázza.

## Évados áttekintés
| Évad | Évad | Epizódok | Eredeti sugárzás     | Eredeti sugárzás | Eredeti adó |
| Évad | Évad | Epizódok | Évadpremier          | Évadfinálé       | Eredeti adó |
| ---- | ---- | -------- | -------------------- | ---------------- | ----------- |
|      | 1    | 22       | 2001. szeptember 25. | 2002. május 21.  | CBS         |
|      | 2    | 23       | 2002. szeptember 24. | 2003. május 13.  | CBS         |
|      | 3    | 22       | 2003. szeptember 23. | 2004. május 4.   | CBS         |

## 1. évad (2001-2002)
| Sor. | Év. | Cím                                                 | Rendező          | Író                                                 | Premier              | Gyártási szám |
| ---- | --- | --------------------------------------------------- | ---------------- | --------------------------------------------------- | -------------------- | ------------- |
| 1.   | 1.  | Bevezető rész (Pilot)                               | Michael Pressman | David Hollander & Elisa Bell                        | 2001. szeptember 25. | 101           |
| 2.   | 2.  | Összejövetel (Reunion)                              | Michael Pressman | David Hollander                                     | 2001. október 2.     | 102           |
| 3.   | 3.  | Apaság (Paternity)                                  | Joan Tewkesbury  | Michael R. Perry                                    | 2001. október 9.     | 103           |
| 4.   | 4.  | Lolita? (Lolita?)                                   | Charles Haid     | David Hollander                                     | 2001. október 16.    | 104           |
| 5.   | 5.  | Fiúkból férfiak (The Men from the Boys)             | Peter Levin      | Peter Parnell                                       | 2001. október 23.    | 105           |
| 6.   | 6.  | Vénasszonyok nyara (Indian Summer)                  | Lou Antonio      | David Hollander                                     | 2001. október 30.    | 106           |
| 7.   | 7.  | Az őrület határán (Feeding Frenzy)                  | Peter Medak      | Alfonso H. Moreno                                   | 2001. november 6.    | 107           |
| 8.   | 8.  | Szívbaj (Heart)                                     | Jeremy Kagan     | David Hollander                                     | 2001. november 20.   | 108           |
| 9.   | 9.  | Túladagolás (The Funnies)                           | Lou Antonio      | Peter Parnell & Michael R. Perry                    | 2001. november 27.   | 109           |
| 10.  | 10. | Hűségi viszonyok (Loyalties)                        | Arvin Brown      | David Hollander                                     | 2001. december 11.   | 110           |
| 11.  | 11. | Otthon (Home)                                       | Oz Scott         | David Hollander & Alfonso H. Moreno                 | 2001. december 18.   | 111           |
| 12.  | 12. | Sérülés (Causality)                                 | Jeremy Kagan     | David Hollander & Peter Parnell                     | 2002. január 8.      | 112           |
| 13.  | 13. | Kiváltság (Privilege)                               | Graeme Clifford  | Michael R. Perry & David Hollander                  | 2002. január 22.     | 113           |
| 14.  | 14. | Család (Family)                                     | Andy Wolk        | Rick Eid & Alfonso H. Moreno                        | 2002. február 5.     | 114           |
| 15.  | 15. | Anyád helyett anyád (In Loco Parentis)              | Michael Pressman | David Hollander                                     | 2002. február 26.    | 115           |
| 16.  | 16. | Szolidaritás (Solidarity)                           | Lou Antonio      | Michael R. Perry & David Hollander                  | 2002. március 5.     | 116           |
| 17.  | 17. | Vízválasztó (The Divide)                            | Alan Myerson     | Rick Eid & Alfonso H. Moreno & David Hollander      | 2002. március 12.    | 117           |
| 18.  | 18. | Az eltűntek anyjai (Mothers of the Disappeared)     | Steven Robman    | David Hollander & Michael R. Perry                  | 2002. március 26.    | 118           |
| 19.  | 19. | Ügyvédek, fegyverek és pénz (Lawyers, Guns & Money) | Jerry Levine     | Rick Eid & Michael R. Perry & David Hollander       | 2002. április 9.     | 119           |
| 20.  | 20. | Menedékhely (Shelter)                               | Steve Gomer      | Michael R. Perry & Rick Eid & David Hollander       | 2002. május 7.       | 120           |
| 21.  | 21. | A kínai fal (The Chinese Wall)                      | Joan Tewkesbury  | Peter Parnell & Alfonso H. Moreno & David Hollander | 2002. május 14.      | 121           |
| 22.  | 22. | A kezdet (The Beginning)                            | Michael Pressman | David Hollander & Anne McGrail                      | 2002. május 21.      | 122           |

## 2. évad (2002-2003)
| Sor. | Év. | Cím                                         | Rendező               | Író                                           | Premier              | Gyártási szám |
| ---- | --- | ------------------------------------------- | --------------------- | --------------------------------------------- | -------------------- | ------------- |
| 23.  | 1.  | Tanúvallomás (Testimony)                    | Kevin Rodney Sullivan | David Hollander & Michael R. Perry            | 2002. szeptember 24. | 201           |
| 24.  | 2.  | Szörny (Monster)                            | Steve Gomer           | David Hollander & Anne McGrail                | 2002. október 1.     | 202           |
| 25.  | 3.  | A holtak (The Dead)                         | Jerry Levine          | Alfonso H. Moreno & David Hollander           | 2002. október 8.     | 203           |
| 26.  | 4.  | Új élet (The Next Life)                     | Joan Tewkesbury       | David Hollander & Rick Eid                    | 2002. október 15.    | 204           |
| 27.  | 5.  | Hatalomátvétel (Assuming the Position)      | Mel Damski            | Nick Santora & David Hollander                | 2002. október 22.    | 205           |
| 28.  | 6.  | Az élők (The Living)                        | Lee David Zlotoff     | Rick Eid & David Hollander & Michael R. Perry | 2002. október 29.    | 206           |
| 29.  | 7.  | Az ártatlanok (The Innocent)                | Juan J. Campanella    | Anne McGrail                                  | 2002. november 12.   | 207           |
| 30.  | 8.  | A szomszédság (The Neighborhood)            | Jerry London          | David Hollander & Tom Smuts                   | 2002. november 19.   | 208           |
| 31.  | 9.  | A sötétség (The Dark)                       | Mel Damski            | David Hollander & Nick Santora                | 2002. november 26.   | 209           |
| 32.  | 10. | Áldozat (Sacrifice)                         | Michael Watkins       | Rick Eid                                      | 2002. december 10.   | 210           |
| 33.  | 11. | Nem jó cselekedet (No Good Deed)            | Lou Antonio           | David Hollander & Nick Santora                | 2002. december 17.   | 211           |
| 34.  | 12. | Hozzám tartozol (You Belong to Me)          | Jessica Yu            | Alfonso H. Moreno                             | 2003. január 7.      | 212           |
| 35.  | 13. | Ambíció (Ambition)                          | Duane Clark           | Anne McGrail                                  | 2003. január 21.     | 213           |
| 36.  | 14. | Értsd meg az embered! (Understand Your Man) | John Patterson        | David Hollander & Rick Eid                    | 2003. február 4.     | 214           |
| 37.  | 15. | Ahol te vagy (Where You Are)                | Vahan Moosekian       | Michael R. Perry                              | 2003. február 11.    | 215           |
| 38.  | 16. | A súly (The Weight)                         | Steve Gomer           | David Hollander & Tom Smuts                   | 2003. február 18.    | 216           |
| 39.  | 17. | Útkereszteződés (The Intersection)          | Peter Medak           | David Hollander & Nick Santora & Tom Smuts    | 2003. február 25.    | 217           |
| 40.  | 18. | Igaz szándék (My Aim Is True)               | Simon Baker           | Gayley Buckner & Rick Eid & David Hollander   | 2003. március 18.    | 218           |
| 41.  | 19. | Újra a ringben (Back in the Ring)           | Jeremy Kagan          | Anne McGrail                                  | 2003. április 1.     | 219           |
| 42.  | 20. | Amit neked jelent ez (What It Means to You) | Jerry London          | David Hollander & Rick Eid                    | 2003. április 22.    | 220           |
| 43.  | 21. | Burton és Ernie (Burton & Ernie)            | Martha Mitchell       | Michael R. Perry & David Hollander            | 2003. április 29.    | 221           |
| 44.  | 22. | Érzékeny samesz (Sensitive Jackals)         | Joan Tewkesbury       | David Hollander & Nick Santora                | 2003. május 6.       | 222           |
| 45.  | 23. | Divathóbort (All the Rage)                  | David Hollander       | David Hollander & Rick Eid                    | 2003. május 13.      | 223           |

## 3. évad (2003-2004)
| Sor. | Év. | Cím                                                          | Rendező         | Író                                   | Premier              | Gyártási szám |
| ---- | --- | ------------------------------------------------------------ | --------------- | ------------------------------------- | -------------------- | ------------- |
| 46.  | 1.  | Karnevál (Carnival)                                          | Félix Alcalá    | David Hollander & Rick Eid            | 2003. szeptember 23. | 301           |
| 47.  | 2.  | Big Coal (Big Coal)                                          | Mel Damski      | David Hollander & Nick Santora        | 2003. szeptember 30. | 302           |
| 48.  | 3.  | A vonal (The Line)                                           | Joan Tewkesbury | Barry M. Schkolnick                   | 2003. október 7.     | 303           |
| 49.  | 4.  | Az apa-lánya tánc (The Daughter-Father Dance)                | Steve Gomer     | David Hollander & Jennifer Johnson    | 2003. október 14.    | 304           |
| 50.  | 5.  | Szégyen (Shame)                                              | John Heath      | David Hollander & Rick Eid            | 2003. október 21.    | 305           |
| 51.  | 6.  | Töltsük együtt az éjszakát! (Let's Spend the Night Together) | Michael Zinberg | Rick Eid                              | 2003. október 28.    | 306           |
| 52.  | 7.  | Hazel Park (Hazel Park)                                      | Emilio Estevez  | David Hollander & Tom Smuts           | 2003. november 4.    | 307           |
| 53.  | 8.  | Higgy (Believe)                                              | Peter Medak     | David Hollander & Jennifer Johnson    | 2003. november 11.   | 308           |
| 54.  | 9.  | Bízd a Jóistenre! (Let God Sort 'Em Out)                     | Félix Alcalá    | Nick Santora                          | 2003. november 25.   | 309           |
| 55.  | 10. | Úszás (Swimming)                                             | James Bagdonas  | David Hollander & Rick Eid            | 2003. december 16.   | 310           |
| 56.  | 11. | Örökség (Legacy)                                             | Nancy Malone    | David Hollander & Rick Eid            | 2004. január 6.      | 311           |
| 57.  | 12. | Álomvilág (Beautiful Blue Mystic)                            | Mel Damski      | David Hollander                       | 2004. január 13.     | 312           |
| 58.  | 13. | Jóvátétel (Amends)                                           | Bill L. Norton  | David Hollander & Jennifer Johnson    | 2004. január 27.     | 313           |
| 59.  | 14. | Minden rendben (All Is Mended)                               | Emilio Estevez  | David Hollander & Tom Smuts           | 2004. február 10.    | 314           |
| 60.  | 15. | Jóváhagyás nélkül (Without Consent)                          | Vahan Moosekian | Rick Eid                              | 2004. február 17.    | 315           |
| 61.  | 16. | A szikra (Sparkle)                                           | Steve Gomer     | David Hollander & Barry M. Schkolnick | 2004. február 24.    | 316           |
| 62.  | 17. | A vigyázók (The Watchers)                                    | Emilio Estevez  | David Hollander & Nick Santora        | 2004. március 2.     | 317           |
| 63.  | 18. | A legénybúcsú (The Bachelor Party)                           | Alan Rosenberg  | David Hollander & Rick Eid            | 2004. március 9.     | 318           |
| 64.  | 19. | Emlékezz! (Remember)                                         | Bill L. Norton  | David Hollander & Tom Smuts           | 2004. április 6.     | 319           |
| 65.  | 20. | A szavazat (The Vote)                                        | Mel Damski      | Jennifer Johnson & Rick Eid           | 2004. április 20.    | 320           |
| 66.  | 21. | Felkészülés (Blood In, Blood Out)                            | Joan Tewkesbury | David Hollander & Nick Santora        | 2004. április 27.    | 321           |
| 67.  | 22. | Antarktisz (Antarctica)                                      | David Hollander | David Hollander & Rick Eid            | 2004. május 4.       | 322           |